# (24698) 1990 TU4
(24698) 1990 TU4 là một tiểu hành tinh vành đai chính. Nó được phát hiện bởi Robert H. McNaught ở Đài thiên văn Siding Spring ở Coonabarabran, New South Wales, Australia, ngày 9 tháng 10 năm 1990.